# Johann Georg Etgens
Johann Georg Etgens (tschechisch Jan Jiří Etgens; * 1693 in Brünn; † 21. Januar 1757 ebenda) war ein mährischer Barockmaler und Freskant.

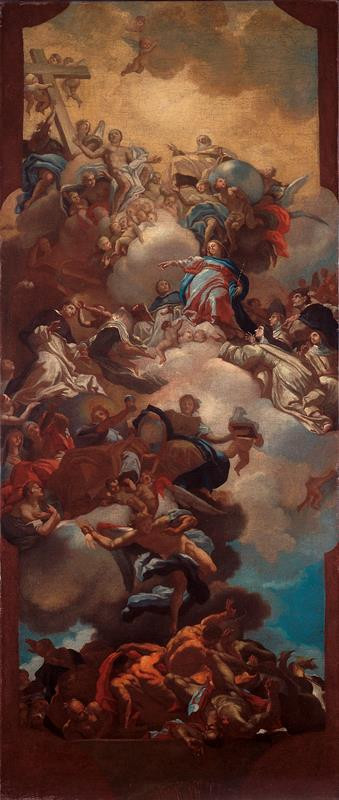
Triumph des Glaubens (1720) in der Mährischen Galerie Brünn

## Leben
Nach einer Lehre in seiner Heimatstadt Brünn begab sich Etgens nach Rom, wo er sich u. a. in den Ateliers der Künstler Carlo Maratta und Sebastiano Conca weiterbildete. Nach der Rückkehr 1730 arbeitete er als Maler und Freskant in Böhmen, Mähren und Schlesien. 1732 war er an der Brünner Minoritenkirche mit der Ausmalung der Kuppel und der Seitenwände beschäftigt, danach arbeitete er für das Zisterzienserkloster Welehrad und das Kloster Hradisch. 1738/39 malte er in der Stiftskirche Raigern die Hängekuppeln aus. 1739 freskierte er das Mittelschiffgewölbe der Jesuitenkirche St. Nikolaus in Schweidnitz, und um 1750 malte er das gewölbte Refektorium im Schweidnitzer Jesuitenkolleg aus. Besondere Anerkennung erhielt er für die Wandmalereien in der Wallfahrtskirche Kiritein. Die Fresken in der Piaristenkirche in Kremsier wurden von Etgens Schüler J. Stern vollendet.
Für die Kirchen in Raigern, Iglau und Wrana malte Etgens mehrere Altarblätter.